# Acmadenia burchellii
Acmadenia burchellii är en vinruteväxtart som beskrevs av Dümmer. Acmadenia burchellii ingår i släktet Acmadenia och familjen vinruteväxter. Inga underarter finns listade i Catalogue of Life.